# لینتا ویلسون
لینتا ویلسون (انگلیسی: Linetta Wilson؛ زادهٔ ۱۱ اکتبر ۱۹۶۷) دونده اهل ایالات متحده آمریکا بود.
وی در مسابقات کشوری و بین‌المللی در مجموع برندهٔ ۱ مدال طلا شده‌است.